# Etnocentrizmus
Az etnocentrizmus az a szemlélet, amely szerint a saját etnikum vagy etnikai csoport mindennek a középpontja, és minden más csoport dolgait, viselkedését, értékeit stb. ehhez viszonyítva becsülik. Az etnocentrikus szemlélet szembetűnő megnyilvánulásai között említhetjük azt a képzetet, amely szerint a világ központja a szóban forgó etnikum területe, itt ment végbe az emberiség teremtése, ők az egyedül igazi emberek, minden más nép nyelve értelmetlen stb. E felfogásból adódik, hogy sok etnikum eredeti neve „ember”-t jelentett.
Kulturális etnocentrizmus: Azt jelenti, hogy egy kultúra különbnek tartja magát a többinél, valamilyen szempontból fölébe helyezi magát a többi kultúránál. Bizonyos fokú etnocentrizmus minden kultúrára jellemző, ugyanis minden társadalom tagjai úgy érzik, hogy ahogyan ők látják a világot, az az etalon. Ezen a szinten egészséges lokálpatriotizmusról beszélünk. A végzetes etnocentrizmus példája a hitleri fajelmélet.
Az etnocentrizmus egyik különösen markáns példája a magyar irodalomban a kisebbségi sorban élő és alkotó Dsida Jenő Psalmus Hungaricus című verse, például annak alábbi részlete:
Sok tévelygés és sok kanyar

után jutottam el ide:

ha bűnös is, magyar

s ha tolvaj is, magyar

s ha gyilkos is, magyar,

itt nincsen alku, nincsen semmi "de".